# Lipobranchius jeffreysii
Lipobranchius jeffreysii är en ringmaskart som först beskrevs av McIntosh 1869.  Lipobranchius jeffreysii ingår i släktet Lipobranchius och familjen Scalibregmatidae. Arten är reproducerande i Sverige. Inga underarter finns listade i Catalogue of Life.